# Hieracium solovetzkiense
Hieracium solovetzkiense là một loài thực vật có hoa trong họ Cúc. Loài này được Üksip mô tả khoa học đầu tiên năm 1966.